# Авалон
Вижте пояснителната страница за други значения на Авалон.
Авалон в келтските легенди е остров с ябълкови дървета, който се намира далеч на Запад – някъде из Британските острови.
Джефри Монмутски превежда името като „остров на ябълки“. Този произход е по-вероятен, защото ябълка е Авал на бретонски и корнуолски, и Афал в Уелс, където произнасят единичното „ф“ по-скоро като „в“.
Понякога Авалон се нарича легендарното място където Исус Христос посещава Британските острови заедно с Йосиф от Ариматея и това става по-късно мястото, където е издигната първата църква на Британските острови. Мнозина вярват, че това местоположение е близо до Гластънбъри.
Авалон е също и мястото, на което раненият крал Артур е отведен, за да бъде излекуван и където умира. Според легендите той е пренесен там с лодка от своята полусестра кралица Моргана. Има предания, в които се казва, че Артур само спи на Авалон, но ще дойде ден, когато ще се събуди.
Авалон се споменава в няколко фентъзи романа:
- „Оръжията на Авалон“ от Роджър Зелазни
- „Мъглите на Авалон“ от Марион Зимър Брадли
- „Повелителката на Авалон“ от Марион Зимър Брадли